# UFC on Fuel TV: Silva vs. Stann
UFC on Fuel TV: Silva vs. Stann è stato un evento di arti marziali miste organizzato dalla Ultimate Fighting Championship che si è tenuto il 3 marzo 2013 (ora giapponese) alla Saitama Super Arena di Saitama, Giappone.

## Retroscena
Il main event fu un incontro di pesi mediomassimi tra Wanderlei Silva e Brian Stann: al tempo entrambi i lottatori facevano parte del roster dei pesi medi dell'UFC.
Fu l'evento UFC con la più lunga striscia consecutiva di incontri terminati per decisione, ben otto di seguito.

## Risultati

### Card preliminare
- Incontro categoria Pesi Welter:  Marcelo Guimaraes contro  Lim Hyun-Gyu

Lim sconfisse Guimaraes per KO (ginocchiata e pugni) a 4:00 del secondo round.
- Incontro categoria Pesi Gallo:  Alex Caceres contro  Kang Kyung-Ho

Inizialmente vittoria di Caceres per decisione divisa (28-29, 29-28, 29-28), poi cambiata in No Contest perché lo stesso Caceres venne trovato positivo all'utilizzo di marijuana.
- Incontro categoria Pesi Leggeri:  Cristiano Marcello contro  Kazuki Tokudome

Tokudome sconfisse Marcello per decisione unanime (30-27, 30-27, 30-27).
- Incontro categoria Pesi Gallo:  Takeya Mizugaki contro  Bryan Caraway

Mizugaki sconfisse Caraway per decisione divisa (28-29, 29-28, 29-28).
- Incontro categoria Pesi Medi:  Riki Fukuda contro  Brad Tavares

Tavares sconfisse Fukuda per decisione unanime (29-28, 29-28, 30-27).

### Card principale
- Incontro categoria Pesi Welter:  Kim Dong-Hyun contro  Siyar Bahadurzada

Kim sconfisse Bahadurzada per decisione unanime (30-27, 30-27, 30-27).
- Incontro categoria Pesi Piuma:  Mizuto Hirota contro  Rani Yahya

Yahya sconfisse Hirota per decisione unanime (29-28, 29-28, 29-28).
- Incontro categoria Pesi Medi:  Yushin Okami contro  Hector Lombard

Okami sconfisse Lombard per decisione divisa (29-28, 28-29, 29-28).
- Incontro categoria Catchweight (158 libbre):  Takanori Gomi contro  Diego Sanchez

Sanchez sconfisse Gomi per decisione divisa (29-28, 28-29, 29-28).
- Incontro categoria Pesi Massimi:  Mark Hunt contro  Stefan Struve

Hunt sconfisse Struve per KO Tecnico (pugno) a 1:44 del terzo round.
- Incontro categoria Pesi Mediomassimi:  Wanderlei Silva contro  Brian Stann

Silva sconfisse Stann per KO (pugni) a 4:08 del secondo round.

## Premi
I seguenti lottatori sono stati premiati con un bonus di 50.000 dollari:
- Fight of the Night:  Wanderlei Silva contro  Brian Stann
- Knockout of the Night:  Wanderlei Silva,  Mark Hunt
- Submission of the Night:  nessun incontro terminò per sottomissione